# Terekovití
Terekovití (Podocnemididae) jsou čeleď sladkovodních skrytohlavých želv zahrnující 8 žijících a 22 vyhynulých druhů. V současnosti se sedm druhů vyskytuje v Jižní Americe a jeden v Africe (tereka madagaskarská), podle fosilních nálezů, z nichž nejstarší pocházejí z období svrchní křídy, se však druhy této čeledi dříve vyskytovaly i v Evropě, Asii a Severní Americe.

## Popis
Stejně jako ostatní želvy podřádu skrytohlavých mají terekovití pánev srostlou s krunýřem, což zabraňuje jakémukoli pohybu pánve a stěžuje to pohyb želv po souši. Jsou však dobře přizpůsobené životu ve vodním prostředí. Největší žijící želvou této čeledi je tereka velká, dorůstající délky krunýře až 107 cm, avšak želvy vyhynulého rodu Stupendemys mohly mít krunýř dlouhý až 235 cm (odhadovaná délka však bývá i přes 3 metry), a jsou tak zřejmě největšími sladkovodními želvami všech dob. Želvy čeledi terekovitých jsou většinou býložravé, ale někdy se živí i živočišnou potravou (měkkýši, korýši, houbovci, ryby, hmyz apod.)

## Taxonomie a systematika
Do čeledi terekovitých spadá 30 druhů ve 20 rodech. V současnosti existují 3 žijící rody, z nichž 2 jsou monotypické a další zahrnuje 6 druhů.

### Žijící taxony
- Erymnochelys – tereka madagaskarská
- Peltocephalus – Tereka velkohlavá

- Podocnemis – ostatní jihoamerické želvy z čeledi terekovitých

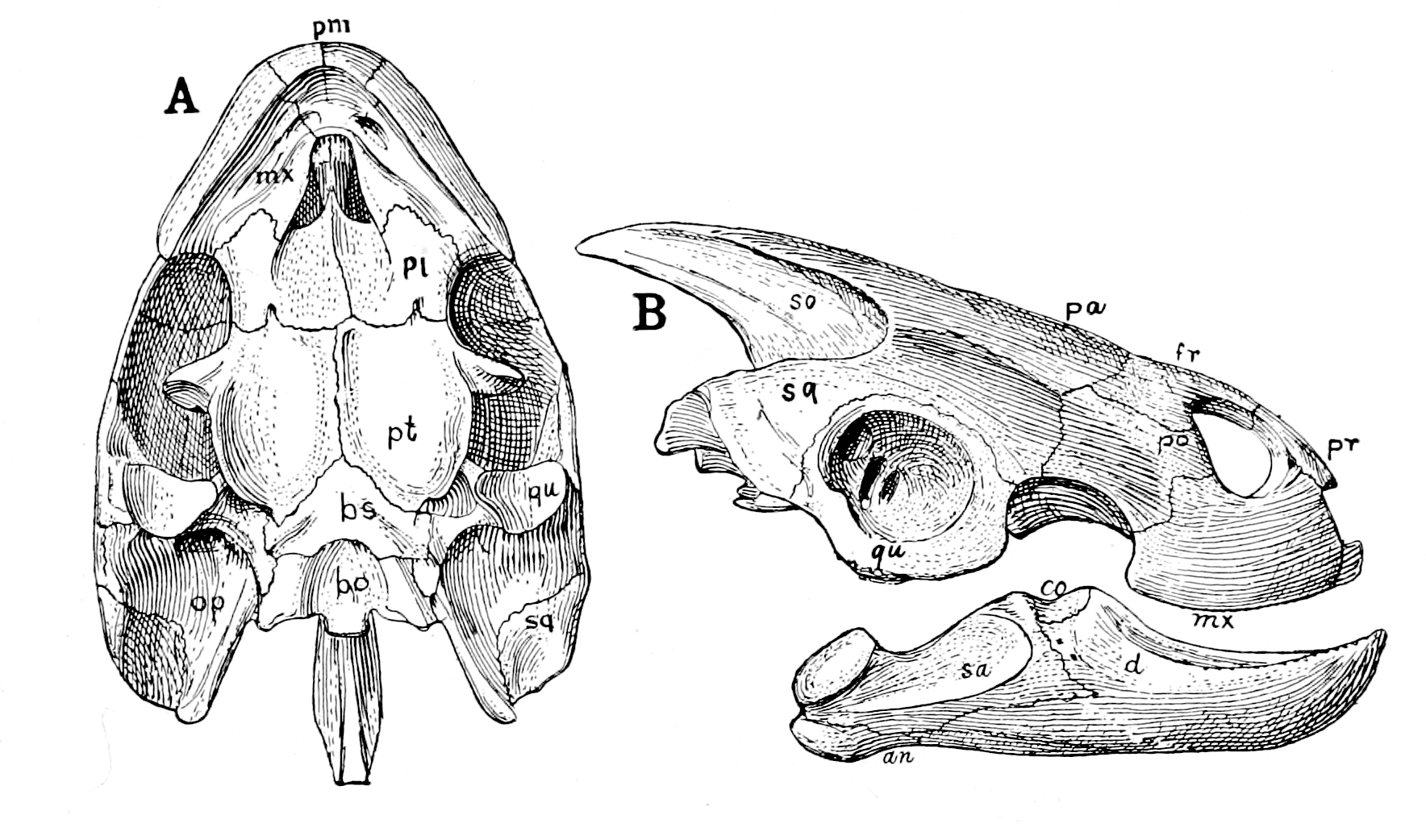
nákres lebky rodu Podocnemis – vrchní a boční pohled

### Vyhynulé taxony
- Podocnemididae
  - Cerrejonemys – Kolumbie, paleocén
  - Erymnochelyinae
    - Stupendemys – Jižní Amerika, miocén
    - Carbonemys – Kolumbie, paleocén
    - Erymnochelyini
      - Apeshemys – Egypt, raný miocén
      - Eocenochelus – Evropa, eocén
      - Shetwemys – Egypt, Saúdská Arábie, oligocén
      - Turkanemys – Keňa, miocén až pliocén
      - Kenyemys – Keňa, miocén až pliocén

    - Stereogenyina
      - Stereogenys – Egypt, pozdní eocén
      - Andrewsemys – Egypt, pozdní eocén až raný oligocén
      - Cordichelys – Egypt, pozdní eocén
      - Lemurchelys – Egypt, raný miocén
      - „Podocnemys“ bramlyi – Egypt, raný miocén
      - Latentemys – Egypt, miocén
      - Bairdemys – pozdní oligocén až miocén, Amerika
      - Brontochelys – Pákistán, raný miocén
      - Shweboemys – Myanmar, pliocén až pleistocén
      - Piramys – Indie, pozdní miocén

    - Nejasného zařazení
      - Neochelys – Evropa, eocén
      - „Stereogenys“ podocnemoides – Egypt, pozdní eocén
      - Dacquemys – Egypt, pozdní eocén, raný oligocén
      - Albertwoodemys – Egypt, oligocén
      - Mogharemys – Egypt, raný miocén
      - Ragechelus – Niger, svrchní křída